# Fairytale (film)
Fairytale, conosciuto anche come The Haunting of Helena, è un film horror del 2012 diretto da Christian Bisceglia e Ascanio Malgarini.

## Trama
Sophia si trasferisce in Italia, nell'Agro Pontino, con la figlioletta Helena; quando questa perderà il primo dentino, si scoprirà che la fatina dei denti non è così buona come vuole la tradizione folkloristica. Dietro la favola dei denti si nasconde una donna legata ad una vicenda capitata moltissimi anni prima nella casa in cui abitano. Un ufficiale fascista aveva brutalmente estratto tutti i denti alla moglie e l'aveva lasciata morire in un armadio. A sue spese, Sophia scoprirà la vera ragione di quell'atto crudele.

## Produzione
Il film è stato girato a Latina.